# Zarla

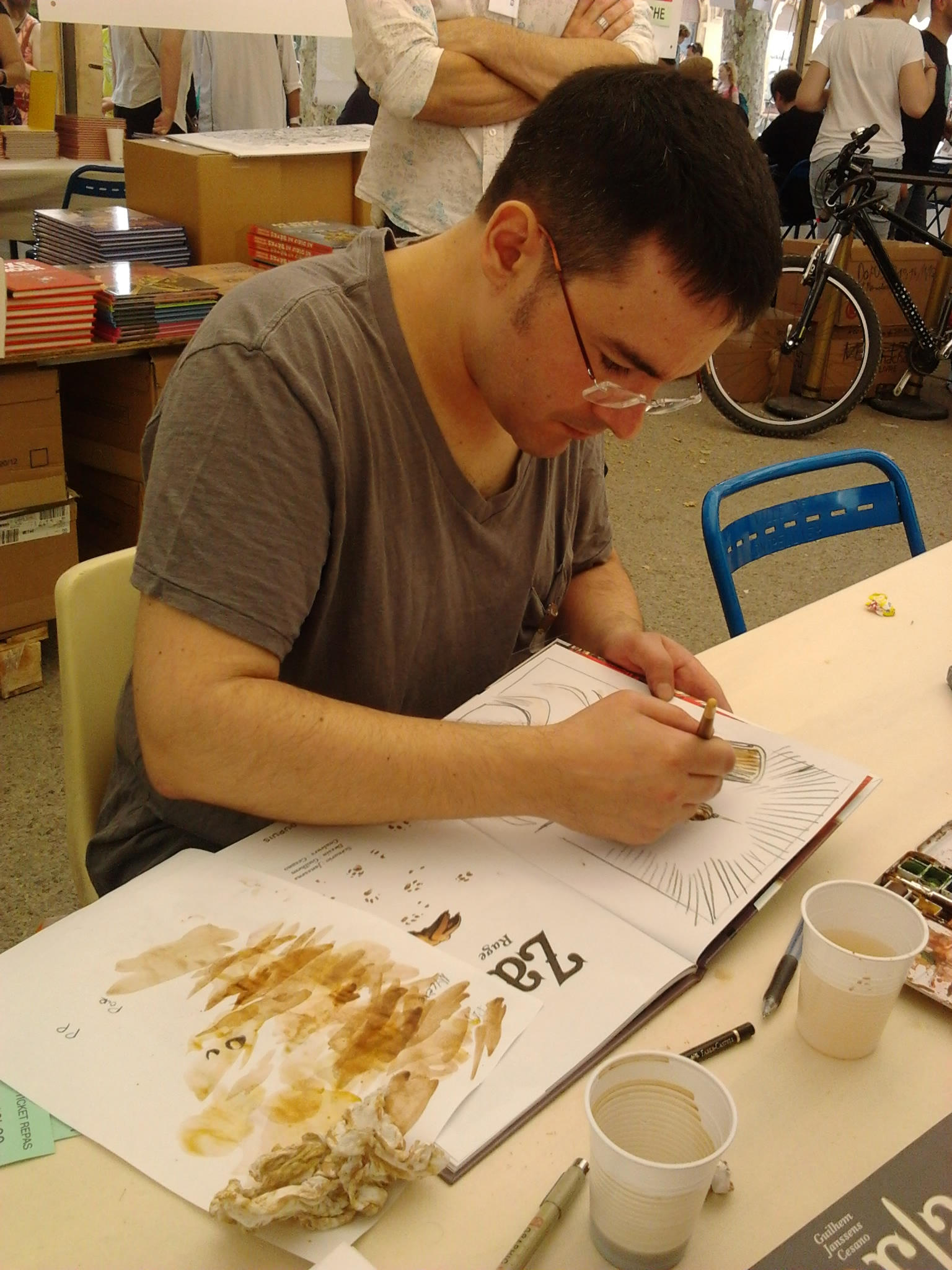
Guilhem à la Comédie du livre de Montpellier, 2 juin 2012

Zarla est une série de bande dessinée fantastique, achevée en cinq tomes, écrite par Jean-Louis Janssens, dessinée par Guilhem et mise en couleur par Angélique Césano, publiée aux éditions Dupuis.

## Synopsis
- Tome 1 : Zarla, fille de deux redoutables chasseurs de dragons mystérieusement disparus, tient à se montrer digne de ses valeureux parents. Elle se lance dans toutes sortes de défis, affrontant des ennemis parfois dangereux, sans se rendre compte des risques qu’elle court. Heureusement pour elle, sa mère lui a offert avant sa disparition un gentil dragon-bull nommé Hydromel, qui veille sur elle. Sous ses airs flemmards, il cache une véritable nature de bull-guerrier chargé de la protection de la petite guerrière. Mais surtout, il doit s’assurer que la petite Zarla n’apprenne jamais sa véritable identité et pense qu’il s’agit d’un simple chien. Pendant tous les combats, Hydromel joue d'astuces pour sauver Zarla des brigands.
- Tome 2 : Un jour, alors qu'elle retourne chez son grand-père et sa nourrice Garda, Zarla surprend une de leurs conversations dans laquelle elle apprend que son père, très grand chasseur de dragons est toujours en vie... Furieuse contre Garda et son grand-père de lui avoir menti sur ses parents et n'écoutant que son cœur, Zarla décide de partir à la recherche de son père. Cependant, cette petite guerrière impitoyable va rencontrer des adversaires plus impitoyables encore qu'elle et se retrouver dans des situations dangereuses où seuls sa candeur et son courage auront raison des dragons en tout genre.
- Tome 3 : Zarla aperçoit sa mère Warda en ville alors qu'elle la croyait morte. Avec ses complices, les azras rebelles, Warda figeait à ce moment-là le temps pour délivrer un bébé dragon. Avec Hydromel, son bull-guerrier, et une narsax, redoutable femme-serpent, Zarla part sur les traces de sa mère, la précipitant bien malgré elle dans un piège.
- Tome 4 : Zarla va apporter des gâteaux à la ferme de Fuldrig au grand dam de son grand-père Lotfrig qui redoute qu'elle traverse seule la forêt. Au même moment, une bande de bulls-guerriers féroces et anthropophages prend la cité de Vilstuf. Zarla et ses camarades veulent se rendre à Vilstuf. Une fois dans la cité, Hydromel est capturé par les bulls-guerriers. Molfrig se rend chez Lotfrig pour le convaincre de lui venir en aide car il a été chassé par les bulls-guerriers.
- Tome 5 : Zarla découvre l'origine de l'animosité entre le vieux peuple et les humains. Elle est accompagnée dans son périple par un prêtre et par Pog, un lutin espiègle.

## Jurons de Zarla

1er logo - titre de la série utilisé de 2007 à 2008 pour les deux premiers albums